# Filippo Addis
Filippo Addis (Luras, 9 luglio 1884 – Sassari, 3 febbraio 1974) è stato uno scrittore e critico letterario italiano.

## Biografia
Filippo Addis nacque a Luras, ove poté frequentare solo la terza elementare. Per ultimare gli studi di primo grado fu costretto a recarsi quotidianamente a piedi a Calangianus e poi a Tempio Pausania per frequentare il ginnasio. Successivamente si trasferì a Torino dove portò termine gli studi liceali al Liceo Gioberti. Negli anni torinesi iniziò a collaborare con la “Gazzetta di Torino” e “Il Paese”, pubblicando le sue prime novelle.
Addis si iscrisse poi alla facoltà di lettere dell'Università di Firenze ma finì per laurearsi alla Sapienza di Roma il 15 novembre 1909. Rientrò in Sardegna l'anno successivo, per dedicarsi all'insegnamento nelle scuole medie di Sassari, e all'Istituto Tecnico;  pur conducendo una vita modesta e appartata,  proseguì negli studi linguistici, e nella critica letteraria, partecipando al progetto della rivista “Il Nuraghe” di Raimondo Carta Raspi. Sposò Maria Nali, di Sorso, dalla quale non ebbe figli.
Nel 1920, raccolse in volume le sue prime novelle, con il titolo: "Il Divorzio", dimostrando subito il suo distacco dai moduli narrativi propri della sua conterranea Grazia Deledda. Scrisse poi, "Giagu Iscriccia" (1924), di ambientazione tipicamente lurese, cui seguirono le raccolte: "Il fior del Melograno" (1929), "I Bipedi" (1932), "I Quadrupedi" (1934), "Il Moro" (1936), e "Vecchia Sardegna" (1939). Durante gli anni della Seconda Guerra Mondiale pubblicò solo brevi racconti e alcune recensioni letterarie su giornali locali. Nel 1950 scrisse "La Sughera di Campanadolzu". A partire dagli anni Cinquanta si dedicò maggiormente all'attività di critico e polemista e, solo successivamente, alla redazione dei suoi ultimi romanzi: "Renata" (1962) e "Santina Liori" (1967). Il 17 ottobre 1954, il Presidente della repubblica Luigi Einaudi gli ha conferito la medaglia d'oro per i benemeriti della scuola e della cultura, come riconoscimento dell'attività di insegnante.

## Opere
- Il Divorzio, Baravalle e Falconieri, Torino, 1920.
- Giagu Iscriccia, Casa Editrice Giovanni Chiantore, Torino,  1924.
- Il fior del melograno, Chiantore, Torino, 1929.
- Gli indovinelli di Lucia Addis Forteleoni, in: Sardegna, 14 aprile 1930.
- Le Bestie dei miei Amici: I Bipedi, Chiantore, Torino, 1932.
- Le Bestie dei miei Amici: I quadrupedi, La Prora, Milano, 1934.
- Il Moro, La Prora, Milano, 1936.
- Vecchia Sardegna, La Prora, Milano, 1939.
- Salvatore Farina, Gallizzi, Sassari, 1942.
- Il canzoniere di Pietro Mazza, Gallizzi, Sassari, 1950.
- La sughera di Campanadolzu. Storie di Gallura, Gambino, Torino, 1950.
- Santina Liori, Tipografia Editrice Moderna, Sassari, 1967.
- Novelle di Sardegna, antologia per le scuole secondarie, Editrice Fossataro, Cagliari, 1974.